# Orange Herald
Orange Herald era un arma nuclear británica, probada el 31 de mayo de 1957. En ese momento se informó como Bomba H, aunque de hecho era un gran arma de fisión potenciada.

## Aspectos técnicos

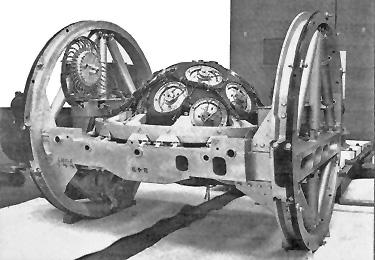
El dispositivo Orange Herald (pequeño), probado en 1957 con un rendimiento explosivo de 720 kilotones.

Orange Herald era un arma nuclear británica  fisión impulsada por fusión (llamada dispositivo de núcleo reforzado por los británicos), que constaba de un núcleo de  U-235 que contenía una pequeña cantidad de deuteruro de litio ( LiD). 'Herald' era adecuado para montado en un misil, utilizando 117 kg de U-235. Sin embargo, la producción anual británica de U-235 era de solo 120 kg en ese momento, lo que habría hecho que tales armas fueran raras y muy caras.
Se diseñaron dos versiones: una "Orange Herald Large" con un diámetro total de 39 pulgadas (1,0 m) y una "Orange Herald Small" con un diámetro total de 30 pulgadas (0,75 m). La diferencia entre los dos estaba en el tamaño de los explosivos de alta potencia; los núcleos fisionables eran similares. Orange Herald Small fue pensado como una ojiva para un misil balístico. Orange Herald Large fue diseñado como un dispositivo que tendría la mayor certeza para dar un rendimiento en el rango de los megatones. Sin embargo, debido a su tamaño, no era adecuado como ojiva para el misil balístico y era más un seguro que podría usarse si otros dispositivos no lograban el rendimiento deseado.
La versión pequeña de Orange Herald se probó una vez, produciendo 720  kt de potencia explosiva el 31 de mayo de 1957, durante las pruebas de Orange Herald en Malden Island en el Pacífico. Orange Herald sigue siendo el dispositivo de fisión más grande jamás probado.
Se cree que el refuerzo de la fusión no logró aumentar el rendimiento. Un arma estadounidense de compresión más alta pero más pequeña pozo de fisión, la bomba Mark 18 Super Oralloy, tuvo un rendimiento de 500 kilotones de un pozo con un poco más de 60 kilogramos. de  uranio altamente enriquecido, alrededor de 8 kilotones por kilogramo de uranio, aproximadamente el rendimiento de fisión máximo práctico del 50% para armas de fisión muy grandes o muy altamente reforzadas. Incluso con menos compresión, el pozo más grande de 117 kg de HEU en el Orange Herald Small debería haber tenido una eficiencia aproximadamente similar, pero el rendimiento observado de 720 kilotones equivale solo a poco más de 6 kilotones por kilogramo de uranio.
Orange Herald fue el primer dispositivo nuclear británico en utilizar una fuente de neutrones externa.

## Historia
Gran Bretaña se apresuró a desarrollar estas armas de clase predicha -  megatón porque en 1955 parecía que las pruebas atmosféricas pronto podrían ser prohibidas por un tratado. Como resultado, el Reino Unido quería demostrar su capacidad para fabricar armas de clase megatón probándolas antes de que se establecieran prohibiciones legales. Según un artículo en New Scientist, el primer ministro Harold Macmillan también esperaba convencer a los EE. UU. De cambiar la Ley McMahon, que prohibía compartir información incluso con los británicos, demostrando que el Reino Unido tenía la tecnología para fabricar un arma termonuclear (una bomba H), y puso a William Penney, un profesor británico que había trabajado en el Proyecto Manhattan, a cargo de desarrollar este bomba. En esto, la prueba del Orange Herald tuvo éxito.
Algunos creen que los grandes provisiones de tritio que necesitaba el Orange Herald (en realidad contenía solo una pequeña cantidad de material termonuclear) fue una de las principales causas del Incendio de Windscale. Fue impopular entre los científicos que trabajaron en el proyecto. Uno de los trabajadores del programa nuclear británico, Dr. Bryan Taylor, se cita diciendo: "Pensé que Orange Herald era un dispositivo estúpido. No era elegante, no se podía desarrollar más, era un diseño sin salida. Y consumía una enorme cantidad de material fisionable caro". Ésta es la tesis de un documental de la BBC sobre el tema del incendio, "Windscale: el mayor desastre nuclear de Gran Bretaña".